# ジャングルDEいこう!
『ジャングルDEいこう!』は、1997年に全3巻が発売されたOVA。
アニメーターのもりやまゆうじが原作・監督・キャラクターデザイン・作画監督と一人四役を務めており、主人公のナツミという名はもりやまの娘の名から取られた。2020年にBlu-ray北米版が発売された。このシリーズはTubiで利用可能です。

## あらすじ
小学生の少女・那柘美（なつみ）の父は商社マンで営業先のミャウギニュア島で謎の遺跡を見つける。そして、その遺跡の中で見つけた石像を、なんと那柘美に与えてしまった。その晩、那柘美の夢の中に小汚いジーさん（創造の神アハム）が現れ、マジカル 女の子-同様 「巨乳美少女（花の精霊）」ミイに変身する力をもらうのだった。さらに石像からは数百年封じ込められていた邪神オンゴが現れてしまう。水の精霊ロンゴ等、多彩なキャラクターが織りなす南方神話をモチーフにした、ちょっとエッチなドタバタコメディ作品である。

## 登場人物
六道那柘美（ろくどう なつみ） / ミイ声 - 仙台エリ
活発な小学生の少女。父の手土産である神像の飾り石をイヤリングに加工したことからか、オンゴの封印を解いてしまう。それを抑えるためアハムより花の精霊・ミイに変身する力を与えられるが、変身するにはかなり下品かつ複雑な踊りを踊らなければならない。おまけに髑髏の首飾りを与えられているが外すことが出来ず、無理に外そうとすると電撃が走る。ミィの姿になると明るい髪色の褐色肌に変化、身長が伸び、スリーサイズが114・59・90のグラマラス体型となる。趣味はビデオゲーム・パソコン・女子プロレス。
オンゴ声 - 林原めぐみ
かつてアハムによって封印されたという邪神。だが本人は「木の精霊」を名乗っていて、木に刻んだ魔法陣で魔法を使う。何故か関西弁で喋る。
ロンゴ声 - 島本須美
水の精霊。オンゴの許婚を名乗るが、オンゴは覚えてない。神像ごと国外に連れ去られたオンゴを追って日本にやってくる。力は弱く、後述の波美と合体した状態でなければ効果的な魔法は使えない。
草薙琢磨（くさなぎ たくま）声 - 山口勝平
那柘美の同級生。悪戯好きで掃除当番をサボることも多い悪ガキ。クジラの竜田揚げが好物だが、付け合わせのグリンピースが嫌い。
六道富由彦（ろくどう ふゆひこ）声 - 大林隆介:那柘美のパパ。五井商事の自称・エリートサラリーマン。娘を溺愛しすぎてたまに行き過ぎた行動をとってしまう。
六道葉琉香（ろくどう はるか）声 - 兵藤まこ:那柘美のママでグラマラスな美人。旦那の娘への溺愛ぶりに少々呆れている。
泉川真奈見（いずみかわ まなみ） / 初代ミイ声 - 矢島晶子
アハム声 - 肝付兼太
大地の神を名乗る老人。
九鬼波美（くき なみ）声 - 馬場澄江
那柘美の同級生。口数も少なく大人しい子だが、オカルトマニア。ロンゴが力を発揮する媒介として憑りつかれる。
驢馬人・デニーロ（ろばと・デニーロ）声 - 立木文彦
草薙五木（くさなぎ いつき）声 - 中嶋聡彦

## スタッフ
- 企画 - Jプロジェクト
- 原作・監督・キャラクターデザイン - もりやまゆうじ
- 撮影監督 - 沖野雅英
- 美術監督 - 須江信人
- 編集 - 小島俊彦
- 音楽 - PAROME
- 音響監督 - 若林和弘
- 音響効果 - 依田安文（わいわいサウンド）
- エグゼプティブプロデューサー - 重松英俊、高橋豊
- プロデューサー - 島名光二、沢登昌樹、榎本歩光
- アニメーション制作 - カオスプロジェクト
- 制作協力 - スタジオファンタジア
- 製作 - キングレコード、ムービック

## 主題歌
オープニングテーマ「J」
エンディングテーマ「spilit of the globe」
歌 - 奥井雅美

## 各話リスト
| 話数            | サブタイトル | 脚本     | 絵コンテ       | 演出   | 作画監督       | 発売日        |
| --------------- | ------------ | -------- | -------------- | ------ | -------------- | ------------- |
| はぷにんぐone   | 怨蜈 (ONGO)  | 高山治郎 | もりやまゆうじ | 三笠修 | もりやまゆうじ | 1997年3月26日 |
| はぷにんぐtwo   | 崘蜈 (RONGO) | 高山治郎 | もりやまゆうじ | 福本潔 | 毛利和昭       | 1997年5月21日 |
| はぷにんぐthree | 弥夷 (MII)   | 黒田洋介 | もりやまゆうじ | 福本潔 | もりやまゆうじ | 1997年9月26日 |

## 関連商品

### 小説
- 「ジャングルDEいこう!」 - 高山治郎

### CD
- 「ジャングルDEいこう!」 オリジナル・サウンドトラック

### ドラマCD
- 「ジャングルDEいこう!」(1)～学校DE行こう！」
- 「ジャングルDEいこう!」(2)～再会DE行こう！」
- 「ジャングルDEいこう!」(3)～旅行DEいこう！」